# Floribert (bande dessinée)
Pour les articles homonymes, voir Floribert.
Floribert est un personnage de bande dessinée créé par François Castan et Mauguil. Il est paru entre 1977 et 1986 dans le journal Fripounet aux éditions Fleurus Presse.

## Histoire
Le dessinateur est François Castan et le scénariste Mauguil (Maurice Guillot, 1934-2013), déjà auteurs d’Agrume et Pépin également dans le journal Fripounet, écrivent 15 épisodes de Floribert. Ils sont parus en feuilleton dans le journal Fripounet entre 1977 et 1986. 
Cependant, aucun album ne regroupera ces épisodes chez Fleurus,.

## Présentation de la série
Floribert est un jeune berger du village de Saint-Sorlin dont la vie va être bouleversée par la chute d'une météorite à proximité de son troupeau. Il hérite alors d’un fragment magique de l'aérolithe, qui lancé sur un objet le renvoie à sa forme originelle. Ainsi, la pierre transformera une cabane en arbre, une maison en tas de pierre, un véhicule en métal,… 
Grâce à ce pouvoir et l'aide de ses nombreux amis dont la jeune Emeline, Floribert va lutter contre toutes sortes de bétonneurs, pollueurs et autres exploiteurs de la nature. Cette série fait encore aujourd'hui partie des rares BD écolos, un thème qui n'a jamais été véritablement exploité par ce média.[réf. nécessaire]

## Liste des épisodes
1. La Météorite (1977)
2. Le Barrage (1978)
3. Le Super-super-tanker-géant (1979)
4. Objectif : Floribert (1980)
5. Les Bétonneurs (1981)
6. La Vallée perdue (1981)
7. La Bombe (1982)
8. La Source aux moines (1982)
9. Des savants dans les pâquerettes (1983)
10. Le Gouffre sans fond (1983)
11. Floribert Circus (1983-1984)
12. La Grande Braconne (1984) [4]
13. Le Feu sous la Terre (1985)
14. Pluies acides (1985)
15. La Cocotte-minute (1985-1986)

## Réédition
Floribert est en cours de parution en quatre intégrales chronologiques :
1. La Météorite et le Berger, éditions Plotch Splaf 2016
2. Vade Retro, éditions Plotch Splaf 2016